# Coscomatepec
Coscomatepec è una municipalità dello stato di Veracruz, nel Messico centrale, il cui capoluogo è la località di Coscomatepec de Bravo.
Conta 52.510 abitanti (2010) e ha una estensione di 157,65 km². 	 		
Il nome della località in lingua nahuatl significa granai in cima alla collina.